# António de Campos Júnior
António Maria de Campos Júnior (Angra do Heroísmo, 13 de maio de 1850 — Marinha Grande, 8 de setembro de 1917) foi um militar do Exército Português que se destacou como escritor, dramaturgo e redactor de diversos periódicos.

## Biografia
António Maria de Campos Júnior nasceu em Angra do Heroísmo, na ilha Terceira, cidade onde seu pai, militar de carreira, ao tempo prestava serviço como membro da guarnição do Castelo de São João Baptista do Monte Brasil. Aos oito anos de idade acompanhou a família para Leiria, cidade onde seus pais se fixaram.
Seguiu a carreira paterna, ingressando no Exército Português, mas desde cedo se dedicou à escrita, particularmente as obras de carácter histórico, com destaque para a biografia de personalidades relevantes da história portuguesa. A sua primeira obra relevante foi a obra biográfica intitulada O marechal Saldanha: ontem e hoje, publicada em 1870, quando ainda residia em Leiria.
Foi transferido para Lisboa por intervenção do seu amigo Afonso Xavier Lopes Vieira, pai do poeta Afonso Lopes Vieira, iniciando uma carreira como escritor e como dramaturgo que o tornaria um dos autores mais lidos dos anos finais do século XIX.
Envolveu-se profundamente nos meios jornalísticos e políticos de Lisboa, aderindo inicialmente ao Partido Regenerador, em cujos periódicos afectos deixou extensa colaboração. Posteriormente transferiu-se para a Esquerda Dinástica, em cujos jornais também colaborou. Trabalhou como redactor nos jornais lisboetas Diário de Notícias, Revolução de Setembro e em O Século, jornal em que publica em folhetim algumas das suas obras, depois aparecidas em livro.
Para além da extensa colaboração deixada em periódicos, publicou diversas monografias, a maior parte das quais criando obras de ficção em torno de acontecimentos ou figuras célebres da história portuguesa. As suas obras mais conhecidas versam figuras como o Marquês de Pombal,, Luís de Camões e eventos históricos como em Guerreiro e Monge e a A rainha-madrasta Para o teatro escreveu as comédias A Filha do Regedor, O Nariz de Cera e O Filho do Major e o drama A Consciência, peças representadas, entre outras salas, nos Teatro Ginásio e Teatro do Príncipe Real. Aquando do ultimatum britânico de 1890 escreveu uma peças de exaltação patriótica intitulada A Torpeza, a qual foi representada em teatros de Portugal e do Brasil. A sua produção literária foi extensa, publicando numerosas obras, algumas das quais com múltiplas edições e reimpressões.
Casou com Maria das Dores Ferreira, natural da Marinha Grande, tendo o casal estabelecido residência em Leiria, onde dirigiu o semanário Distrito de Leiria. Viveu os últimos anos da sua vida na Marinha Grande, localidade onde faleceu. Foi agraciado com o grau de cavaleiro da Ordem de Cristo.